# Спонтанность
Спонтанность (лат.  — самопроизвольный) — самопроизвольность; характеристика процессов, вызванных не внешними влияниями, а внутренними причинами; самодеятельность, способность активно действовать под влиянием внутренних побуждений.